# Goera fimbriata
Goera fimbriata är en nattsländeart som beskrevs av Navás 1932. Goera fimbriata ingår i släktet Goera och familjen grusrörsnattsländor. Inga underarter finns listade i Catalogue of Life.